# 阿尔夫·雅各布森
阿尔夫·雅各布森（挪威語：Alf Jacobsen，1885年6月14日—1948年5月29日），生于莫斯，挪威男子帆船运动员。他曾代表挪威参加1920年夏季奥林匹克运动会帆船比赛，获得一枚金牌。